# Košice Open 2013
Il Košice Open 2013 è stato un torneo di tennis facente parte della categoria ATP Challenger Tour nell'ambito dell'ATP Challenger Tour 2013. È stata l'11ª edizione del torneo che si è giocata a Košice in Slovacchia dal 10 al 16 giugno 2013 su campi in terra rossa e aveva un montepremi di €30,000+H.

## Partecipanti singolare

### Teste di serie
| Nazionalità | Giocatore          | Ranking* | Testa di serie |
| ----------- | ------------------ | -------- | -------------- |
| Rep. Ceca   | Jan Hájek          | 87       | 1              |
| Romania     | Adrian Ungur       | 106      | 2              |
| Portogallo  | João Sousa         | 119      | 3              |
| Russia      | Tejmuraz Gabašvili | 144      | 4              |
| Tunisia     | Malek Jaziri       | 158      | 5              |
| Slovacchia  | Andrej Martin      | 168      | 6              |
| Ucraina     | Ivan Serheev       | 176      | 7              |
| Croazia     | Antonio Veić       | 190      | 8              |

- Ranking al 27 maggio 2013.

### Altri partecipanti
Giocatori che hanno ricevuto una wild card:
- Marco Danis
- Đorđe Đoković
- Miloslav Mečíř, Jr.
- Adam Pavlásek

Giocatori che sono passati dalle qualificazioni:
- Damir Džumhur
- Vladim Užylovs'kyj
- Maximilian Neuchrist
- Carlos Gómez Herrera

## Vincitori

### Singolare
Michail Kukuškin ha battuto in finale  Damir Džumhur con il punteggio di 6–4, 1–6, 6–2.

### Doppio
Kamil Čapkovič /  Igor Zelenay hanno battuto in finale  Gero Kretschmer /  Alexander Satschko con il punteggio di 6–4, 7–6(5).